# Potens (farmakologi)
Inom farmakologi är potens ett läkemedels "styrka" som framgår av storleken av den dos som krävs för att det ska ge verkan. Ett mycket potent läkemedel (t.ex. fentanyl, alprazolam, risperidon) ger upphov till verkan vid låga koncentrationer, medan ett läkemedel med lägre potens (meperidin, diazepam, ziprasidon, furosemid, metoprolol) framkallar samma grad av verkan vid högre koncentrationer. Hög potens innebär inte nödvändigtvis fler biverkningar.